# Myrmecridium flexuosum
Myrmecridium flexuosum är en svampart som först beskrevs av de Hoog, och fick sitt nu gällande namn av Arzanlou, W. Gams & Crous 2007. Myrmecridium flexuosum ingår i släktet Myrmecridium, klassen Sordariomycetes, divisionen sporsäcksvampar och riket svampar.   Inga underarter finns listade i Catalogue of Life.